# Ulianinia contractilis
Ulianinia contractilis is een platworm (Platyhelminthes). De worm is tweeslachtig. De soort leeft in het zoute water.
Het geslacht Ulianinia, waarin de platworm wordt geplaatst, wordt tot de familie Ulianiniidae gerekend. De wetenschappelijke naam van de soort werd voor het eerst geldig gepubliceerd in 1938 door Meixner.